# 彼得·湯森
彼得·伍爾德里奇·湯森（英語：Peter Wooldridge Townsend，1914年11月22日—1995年6月19日），英國皇家空軍退役上校，獲得皇家維多利亞勳章、傑出服務勳章、飛行優異十字勳章、勳章，曾是王牌飛行員、作家，在1944至1952年之間擔任英王喬治六世的王室侍從武官，1952至1953年為女王伊丽莎白二世擔任相同職位，1952年至1953年間則調任為英國駐比利時大使館空軍武官。另外湯森也曾與女王之妹瑪格麗特公主有情史。

## 早年生活
1914年11月22日，湯森在緬甸仰光出生，父親是陸軍中校E. C. 湯森。 從1928至1932年之間，湯森在Haileybury College接受教育，接著在全男性的獨立學校就讀。

## 軍人生涯
湯森於1933年加入英國皇家空軍，並在克倫威爾皇家空軍基地受訓。1935年7月27日被任命為皇家空軍少尉。 結訓後，他加入了在湯密爾皇家空軍基地的第1中隊，駕駛霍克暴怒雙翼戰鬥機。1936年，他被派往駐新加坡的第36中隊，駕駛角羚式魚雷轟炸機。 1937年1月27日晉陞為皇家空軍中尉， 同年，作為第43中隊的一員返回湯密爾皇家空軍基地。湯森於1939年1月27日晉陞為皇家空軍上尉。
1940年2月3日，駐諾森伯蘭郡的渥靈頓皇家空軍基地的第43中隊, "B"小隊的三架颶風戰鬥機在惠特比附近擊落了納粹德國空軍第26轟炸機聯隊, 第4大隊的He 111轟炸機，成為第二次世界大戰期間第一架在英國領土上墜毀的敵機。擊落敵機的飛行員是湯森上尉，"老虎"福克斯中尉和占士•哈洛斯中士。湯森於2月22日和4月8日宣稱擊落了另外兩架He 111，4月22日共同擊落了六架。1939年，在德國空軍首次突襲英國期間，英國皇家空軍從蘇格蘭斯卡帕灣海軍基地上空擊落了敵機。
湯森於1940年4月被授予飛行優異十字勳章(DFC)：
彼得•伍爾德里奇•湯森上尉(兵籍33178)
1940年4月，在北海上空巡邏時，湯森上尉在黃昏時分攔截並攻擊了一架敵機，經過連場的空戰將其擊落。這是這位飛行員取得的第三次成就，在每一次空戰中，他都表現出了最高級別的領導才能，技藝和決心，並且很少考慮到自己的安全。

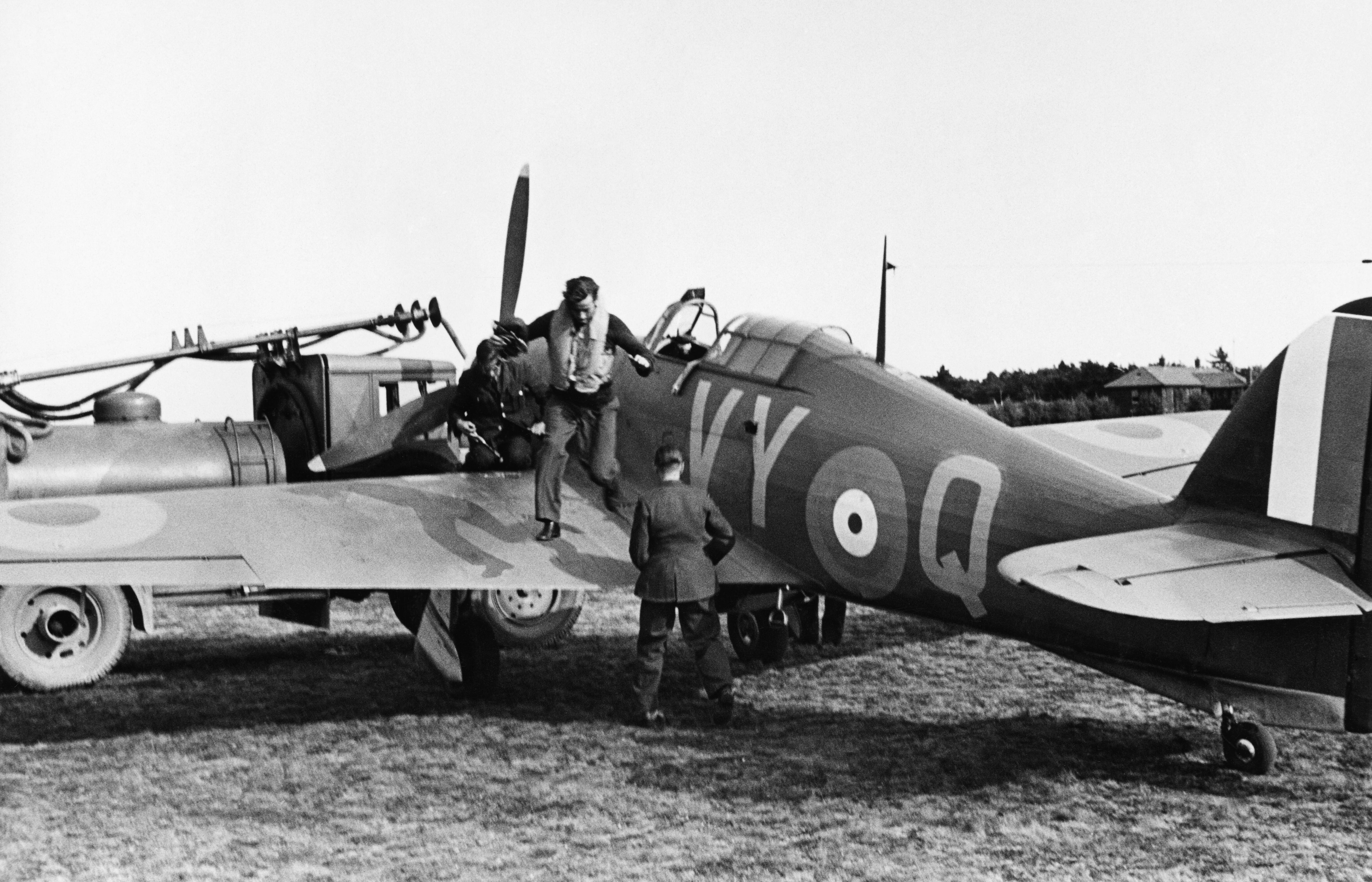
第85中隊的湯森少校在城堡兵營皇家空軍基地離開他的颶風戰鬥機

到1940年5月，湯森是不列顛戰役中最有才能的皇家空軍少校之一，在整場戰役中擔任第85中隊的指揮官，駕駛霍克颶風。1940年7月11日，代理少校湯森駕駛他的颶風VY-K (P2716)攔截並嚴重損毀了一架第2轟炸機聯隊的Do 17轟炸機，迫使它迫降在阿拉斯。Do 17轟炸機的反擊火力擊中了颶風的冷卻劑系統，湯森被迫從英國海岸20英里（32）處迫降，被拖網漁船"Cape Finisterre"救起。他於同月獲授予戰報通令嘉獎。 8月31日，湯森在湯布里奇上空與Bf 110戰鬥機的空戰中被擊落，左腳被一枚穿過二元醇槽並在駕駛艙內爆炸的炮彈殼擊傷。即使在這次受傷導致他的大腳趾被截除之後，他仍然繼續在地面上指揮部隊，並於9月21日返回作戰飛行。湯森於1940年9月1日晉陞為正式少校。 1940年9月初，他的DFC被加上勳章掛槓，以表彰他在1940年7月和8月期間率領他的中隊護航運輸車隊，個人擊落了四架敵機，並率領他的中隊摧毀了至少10架敵機並做成許多敵機損毀。他授勳的部分嘉獎令如下：
...所取得的成功歸功於湯森少校不懈的熱誠和領導。
1941年初，湯森監督了第85中隊在赫福郡的亨斯頓皇家空軍基地轉換為夜間作戰部隊。到5月，湯森已經是一名代理皇家空軍中校，擊落了至少 11 架敵機，被授予傑出服務勳章(DSO)。他的嘉獎令將湯森稱為一名軍官
...表現出傑出的領導能力和組織能力，加上在空戰中的巨大決心和技術。通過他的不懈努力，他為他的中隊取得的許多成功做出了重大貢獻。
1941年12月1日，湯森晉陞為臨時中校。 1942年 4 月，他成為駐蘇格蘭德雷姆皇家空軍基地的指揮官，並統率一支噴火戰鬥機部隊，第611中隊。他後來領導一支夜間戰鬥機部隊，第605中隊，並從1942年10月起進入參謀學院。1943年1月，他被任命為根德郡的西莫靈皇家空軍基地指揮官。他的戰時戰績是宣稱摧毀了九架飛機，兩架共同擊落，兩架"可能擊落"和四架受損。
1944年，湯森被任命為英王佐治六世的臨時皇室侍從武官; 湯森在1930年代曾是未來英王的飛行教官。 同年，任命成為常設的職務，他一直任職到1953年成為附加的皇室侍從武官， 他一直擔任這一榮譽職務直到去世。他以皇家空軍中校的臨時軍銜結束了戰時役期，1949年1月1日晉陞為正式中校軍銜。
1950年8月，湯森被任命為副內廷大臣，並於1952年調任到伊莉莎白王太后擔任她的財務官。 1953年1月1日晉陞為皇家空軍上校， 同年從皇室退役。
湯森於1953年至1956年擔任在布魯塞爾首都區的空軍武官。湯森在1970年說，他和瑪嘉烈沒有通信，自從1958年的「友好」會面以來就沒有見過對方，「就像我認為很多人從未再見過他們的舊女友一樣」。

## 逝世

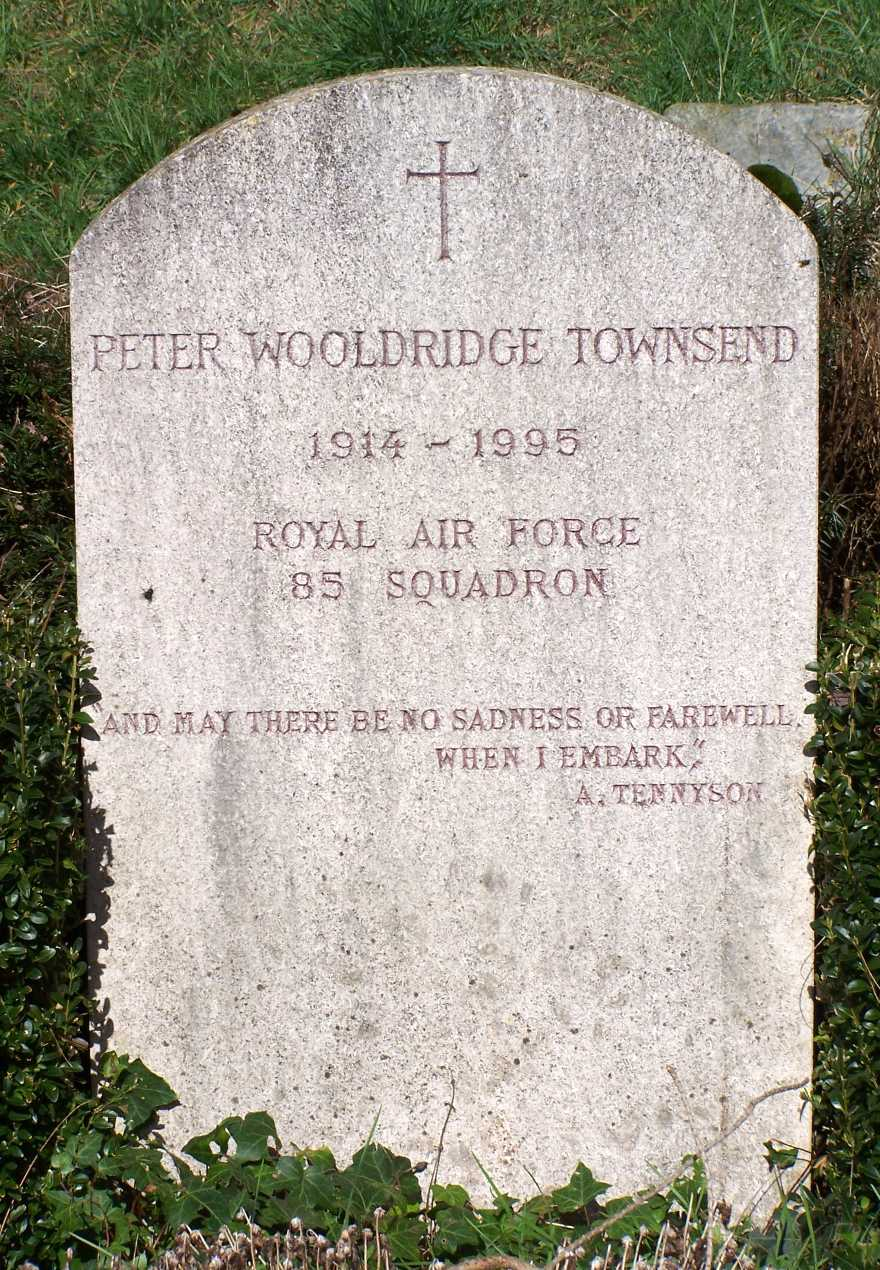
Stele of the grave in the churchyard of Saint-Léger-en-Yvelines

## 選錄著作
- . Coward-McCann. 1960. OCLC 1329573.
- . Simon and Schuster. 1970. ISBN 0671206419. OCLC 119851.
- . Simon and Schuster. 1976. ISBN 0671223283. OCLC 2284054.
- . Methuen. 1978. ISBN 045893710X. OCLC 4307096.
- . Holt, Rinehart, and Winston. 1983. ISBN 003057787X. OCLC 8387613.
- . Collins. 1984. ISBN 0002170671. OCLC 12010257.
- . Harrap. 1986. ISBN 0245542477. OCLC 16801897.

## 相關影視形象
英國男演員本·邁爾斯在2016年Netflix電視劇集《王冠》中飾演彼得·湯森。

## 外部連結
- Peter Townsend在互联网电影资料库（IMDb）上的資料（英文）（英文）
- Cambridge Bomber and Fighter Society （页面存档备份，存于）